# Sidolo
Sidolo è una frazione del comune di Bardi, in provincia di Parma.
La località dista 6,92 km dal capoluogo.

## Geografia fisica
La piccola frazione montana sorge sul versante orientale della valle del torrente Toncina, affluente del Ceno.

## Storia
La prima testimonianza dell'esistenza di un insediamento umano a Sidolo risale all'881, quando il re d'Italia Carlo il Grosso fece dono all'abate della basilica di Sant'Ambrogio di Milano della chiesa di Sant'Ambrogio e delle terre annesse.
In seguito fu edificato a presidio del borgo un castello, appartenente agli inizi del XII secolo a un ramo della famiglia Platoni; nel 1180 il conte Bonifacio di Bonifacio e il conte Armanno de' Platoni Rossi, signori di Montesidolo, giurarono fedeltà perpetua al Comune di Piacenza, cui donarono il feudo mantenendone tuttavia alcuni diritti, che passarono alla famiglia Pallavicino in seguito al matrimonio di Solusta Platoni Rossi, figlia di Armanno, col marchese Guglielmo.
Durante la seconda guerra mondiale, nell'estate del 1944 la zona fu teatro dell'operazione Wallenstein, una serie di rastrellamenti di partigiani effettuati da forze nazi-fasciste: a Sidolo il 20 luglio di quell'anno furono uccise otto persone, tra le quali i sacerdoti Francesco Delnevo e Giuseppe Beotti; il 20 maggio 2023 la Santa Sede riconobbe pubblicamente il martirio di quest'ultimo.

## Monumenti e luoghi d'interesse

### Chiesa di Sant'Ambrogio

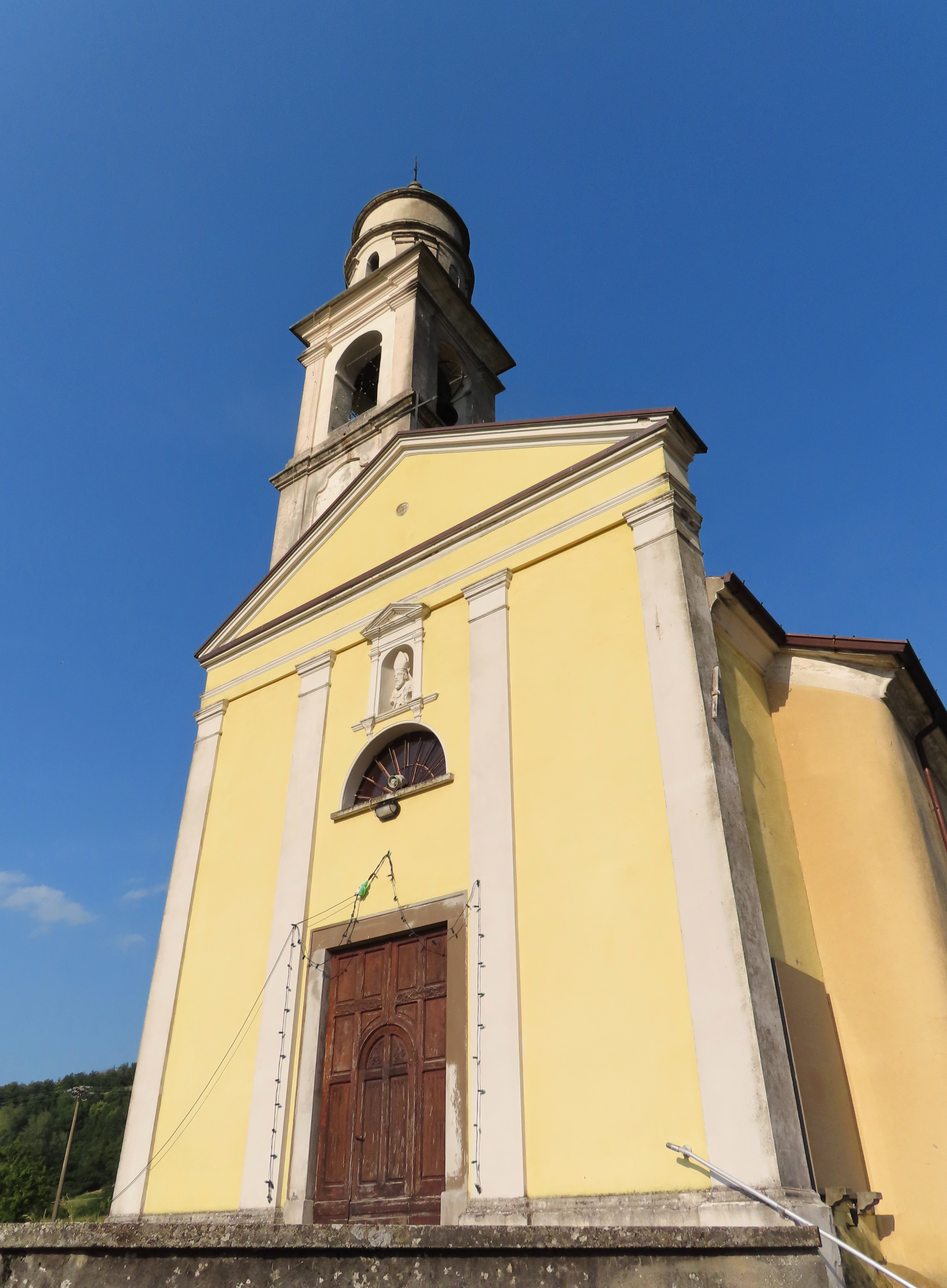
Chiesa di Sant'Ambrogio

Edificata originariamente entro il IX secolo, la chiesa fu ricostruita più volte nei secoli, a partire dal 1185; ristrutturata in stile neoclassico a partire dal 1854, fu riconsacrata dal vescovo di Piacenza Giovanni Battista Scalabrini al termine dei lavori il 30 giugno del 1900; al suo interno, riccamente decorato con affreschi a soggetto religioso, sono ospitate le statue raffiguranti Sant'Ambrogio, la Madonna e San Giuseppe col Bambino.

### Oratorio di San Giuseppe Patriarca
Consacrato nel 1872, l'oratorio neoclassico di Pieve Dugara fu restaurato tra il 1873 e il 1878 nel corso dei lavori di costruzione della sagrestia. Il piccolo luogo di culto presenta una facciata a capanna in pietra delimitata da due lesene doriche a sostegno del frontone triangolare in sommità, coronato da un piccolo campanile a vela; al centro è collocato il portale d'ingresso, affiancato da due finestrelle rettangolari e sormontato da un'apertura a lunetta; all'interno la navata, coperta da una volta a botte lunettata, è ornata sulle pareti con lesene doriche a sostegno del cornicione perimetrale; il presbiterio absidato, preceduto dall'arco trionfale a tutto sesto, accoglie sul fondo l'altare maggiore.

### Castello
Appartenuto nel XII secolo alla famiglia Platoni Rossi, il castello cadde nei secoli successivi in profondo degrado, tanto che nel 1873 se ne conservavano soltanto i ruderi, in parte ancora oggi visibili a monte della frazione.